# タイタンI (ミサイル)
タイタンI (Titan I) はアメリカ合衆国が開発した初の多段式大陸間弾道ミサイル (ICBM) である。アメリカ空軍で運用された。アトラスと並び ICBM としては最初期のものである。後に衛星打ち上げ用のタイタンロケットシリーズに発展した。

## 開発・性能
アトラス・ミサイルとの並行開発であり、アトラス開発の保険として1955年1月より開発開始された。当初記号は爆撃機系統の XB-68。後に SM-68 を経て、HGM-25A に変更されている。初飛行は1959年2月6日。識別番号の XB-68 は当初マーティン社で設計段階で中止された超音速爆撃機に使用されていた。空軍がタイタン計画を打ち出した目的は2つあり、一つ目はアトラスが失敗した場合の代替機として、二つ目がより大型の長射程の2段式のミサイルで人工衛星の打ち上げも視野に入れたより大型のペイロードも同様に打ち上げられるようにする事である。
グレン・L・マーティン・カンパニー(1957年にマーティン社になる)によって生産されたタイタン I は液体燃料ロケットエンジンを用いた二段式ミサイルであり、タイタンシリーズで唯一酸化剤には液体酸素、燃料にはケロシン (RP-1) を用いている。後のタイタンシリーズは全て常温で貯蔵可能な推進剤を使用している。タイタン I はアトラスミサイルと同様に RP-1 と打ち上げ前に地下の貯蔵タンクから注入される液体酸素を燃焼する。タイタン I の1段目は300,000ポンド (1,330 kN) の推力を生み出し、2段目は80,000ポンド (356 kN) の推力を生みだした。
ミサイルの追尾・誘導修正については、慣性誘導システムを有さず、外部からの無線誘導を必要とした。そのため、タイタンIは、3基の発射基を組みにし運用していたが、誘導修正のため、同時に1発ずつしか発射できなかった。配備基地には生存性を高めるため、ミサイルサイロが設置された。タイタンIはサイロ方式で配備される初めてのミサイルであった。ミサイルは地下に垂直に置かれ格納されており、発射直前に推進剤を充填、エレベーターにより地上へと鉛直に移動し、それから発射が行なわれる。燃料充填や移動など発射までには約15分かかり即応性は高くないほか、発射直前にはミサイルが地上に露出し防御にも問題があった。
単弾頭ミサイルであり、弾頭にはMk.4再突入体が用いられ、W38核弾頭が搭載された。慣性誘導システムがミサイルに搭載されるようになったのは後で開発されたアトラス E ミサイルからである。アトラスシリーズは第一世代の ICBM でタイタン II はタイタン I とは対照的に第二世代である。タイタン I に発射後、予め入力した標的に自立的に向かっていく慣性誘導装置を搭載する計画があった。タイタン I は初の真の多段式(2段式)設計でもあった。アトラスはエンジンの信頼性の為に発射時(小型の姿勢制御エンジンも含む)全てのエンジンに点火したが、タイタン I は2段目のエンジンの信頼性が十分だったので1段目を切り離した後で点火した。タイタン I は二段目の点火前に1段目を放棄するので依然、アトラスに搭載される燃料の方が多かったにもかかわらず、到達距離はアトラスよりも大幅に増えた。(そして2段目の燃料の重量あたりの距離も大幅に増えた。)

## 運用
1962年よりアメリカ合衆国本土中西部から西部にかけてのアメリカ空軍基地で配備につけられた。5ヶ所の空軍基地の6個戦略ミサイル中隊が運用を行なった。各戦略ミサイル中隊は9基のミサイルを有し、うち3基を即応状態に置いていた。
燃料の貯蔵保管やサイロ内からの発射など、即応性に優れたタイタンIIやミニットマンIの配備に伴い、1965年には退役している。

### 配備部隊
- 第568戦略ミサイル中隊(568th Strategic Missile Squadron)：ラーソン空軍基地
- 第569戦略ミサイル中隊(569th Strategic Missile Squadron)：マウンテンホーム空軍基地
- 第724戦略ミサイル中隊(724th Strategic Missile Squadron)：ローリー空軍基地
- 第725戦略ミサイル中隊(725th Strategic Missile Squadron)：ローリー空軍基地
- 第850戦略ミサイル中隊(850th Strategic Missile Squadron)：エルスワース空軍基地
- 第851戦略ミサイル中隊(568th Strategic Missile Squadron)：ビール空軍基地

## 要目
- 全長：31m
- 重量：105.14t
- ペイロード：1.8t
- 射程：10,140km

一段目
- 全長：16.0m
- 胴体直径：3.1m
- エンジン：アエロジェット LR-87-3 ロケットエンジン2基
- 噴射時間：138秒

二段目
- 全長：9.8m
- 胴体直径：2.3m
- エンジン：アエロジェット LR-87-3 ロケットエンジン1基
- 噴射時間：225秒

- 発射回数：70回 うち成功53回